# Rolfsted Sogn
Rolfsted Sogn er et sogn i Midtfyn Provsti (Fyens Stift).
I 1800-tallet var Rolfsted Sogn anneks til Rønninge Sogn. Begge sogne hørte til Åsum Herred i Odense Amt. Rønninge-Rolsted sognekommune blev i 1921 delt, så hvert sogn dannede sin egen sognekommune. Ved kommunalreformen i 1970 blev Rønninge indlemmet i Langeskov Kommune, der ved strukturreformen i 2007 indgik i Kerteminde Kommune; og Rolsted blev indlemmet i Årslev Kommune, der ved strukturreformen indgik i Faaborg-Midtfyn Kommune.
I Rolfsted Sogn ligger Rolfsted Kirke.
I sognet findes følgende autoriserede stednavne:
- Ferritslev (bebyggelse)
- Hudevad (bebyggelse)
- Kalvehaveskov (bebyggelse)
- Kappendrup (bebyggelse)
- Lodskov (bebyggelse)
- Rolsted (bebyggelse, ejerlav)
- Sønderskov (areal, bebyggelse)